# Micromeria juliana
Micromeria juliana é uma espécie de planta com flor pertencente à família Lamiaceae. 
A autoridade científica da espécie é (L.) Rchb., tendo sido publicada em Flora Germanica Excursoria 311. 1831.

## Portugal
Trata-se de uma espécie presente no território português, nomeadamente em Portugal Continental.
Em termos de naturalidade é introduzida na região atrás indicada.

## Protecção
Não se encontra protegida por legislação portuguesa ou da Comunidade Europeia.